# Diözese von Korsun
Die Diözese von Korsun, auch Diözese von Chersones (französisch Diocèse de Chersonèse, russisch Корсунская епархия), ist eine russisch-orthodoxe Eparchie des Patriarchats von Moskau und der ganzen Rus; gegründet 1960 untersteht sie seit 2018 organisatorisch dem Patriarchal-Exarchat in Westeuropa, geleitet allerdings in Personalunion von Bischof Nestor (Sirotenko) (seit 2022), mit dem Bischofstitel „Metropolit von Korsun und Westeuropa“ (Корсунский и Западноевропейский). Die Diözese ist benannt nach der antiken Stadt Chersones (russisch Корсу́нь Korsun) auf der Krim. Sie umfasst die Gemeinden in Frankreich und der Schweiz. Bischofskirche ist die 2016 fertiggestellte Dreifaltigkeitskathedrale in Paris.
Das Patriarchal-Exarchat in Westeuropa umfasst zudem auch die Bistümer für Spanien und Portugal, Großbritannien und Irland („Diözese Sourozh“), Italien („Vikariat Bogorodsk“), Belgien, sowie die Niederlande. Nicht dem Exarchat unterstellt (sondern direkt dem Moskauer Patriarchat) sind die Diözesen Berlin und Deutschland sowie Wien und Österreich.

## Geschichte

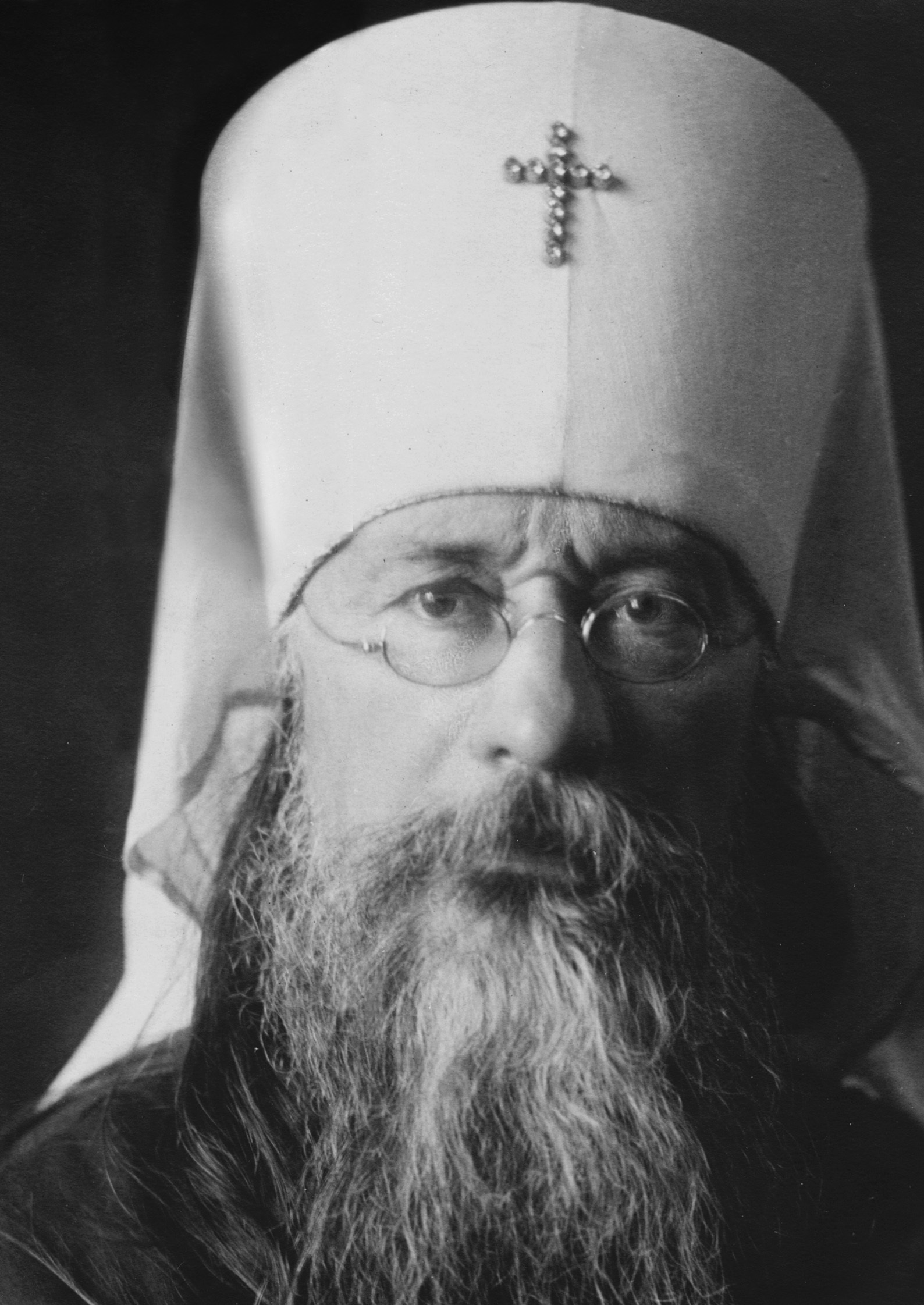
Metropolit Eulogius (Georgijewski), um 1925.

Die russisch-orthodoxe Gemeinde in Paris geht zurück auf das 19. Jahrhundert. Sie hatte in der 1859 bis 1861 erbauten Alexander-Newski-Kathedrale ihr Zentrum. Der erste Versuch, eine westeuropäische Diözese der russischen Kirche zu schaffen wurde bereits 1897 unternommen, von Erzbischof Anton (Wadkowski) von Finnland. Seit 1907 war Archimandrit Wladimir (Putjata), Bischof von Kronstadt, zuständig für alle russisch-orthodoxen Gemeinden außerhalb des Russischen Reiches (mit Ausnahme der Botschaftskirchen in Athen und Konstantinopel). Dieses Vikariat wurde aber zwei Jahre später bereits wieder abgeschafft, die russisch-orthodoxen Gemeinden in Westeuropa waren nun der Jurisdiktion des Metropoliten von St. Petersburg unterstellt. Mit Ausbruch der Oktoberrevolution 1917 brach die Organisation der russischen Kirche zusammen. 1920 wurde Eulogius (Georgijewski) (1868–1946), vormals Erzbischof von Volyn und Zhytomyr, von der provisorischen Kirchenleitung in Südrussland (zu diesem Zeitpunkt durch den Bürgerkrieg von der Kirche in Moskau abgeschnitten) zum Metropoliten und zum „Direktor der russischen Kirchen in Westeuropa“ ernannt. Diese Ernennung wurde vom Moskauer Patriarchen Tichon in einem Dekret vom 8. April 1921 bestätigt. Georgijewski befand sich zunächst in Serbien (1920) und dann in Berlin (1921). 1922 kam er nach Paris und übernahm die Leitung der hiesigen Gemeinde bis zu seinem Tod 1946.
Als Reaktion auf die sowjetische Kirchenverfolgung verließ Eulogius 1931 die Jurisdiktion des Moskauer Patriarchats und unterstellte seine Eparchie dem Ökumenischen Patriarchat von Konstantinopel. Die Gläubigen, die beim Moskauer Patriarchat blieben, gründeten im selben Jahr in Paris die Gemeinde Drei Heilige Hierarchen mit einer improvisierten Kirche im Keller eines Wohnhauses (Église des Trois-Saints-Docteurs, 15. Arrondissement (Paris)).
1945 kam es unter Eulogius’ Führung zu einer kurzzeitigen Wiedervereinigung, unter einem Exarchat für Westeuropa. Nach seinem Tod 1946 kehrte der Großteil der Eparchie mit der Alexander-Newski-Kathedrale wieder zur Konstantinopeler Jurisdiktion zurück; sie bildeten das Erzbistum der orthodoxen russischen Gemeinden in Westeuropa (1960–2003, von 2003 bis 2018 Exarchat der orthodoxen Gemeinden russischer Tradition in Westeuropa).

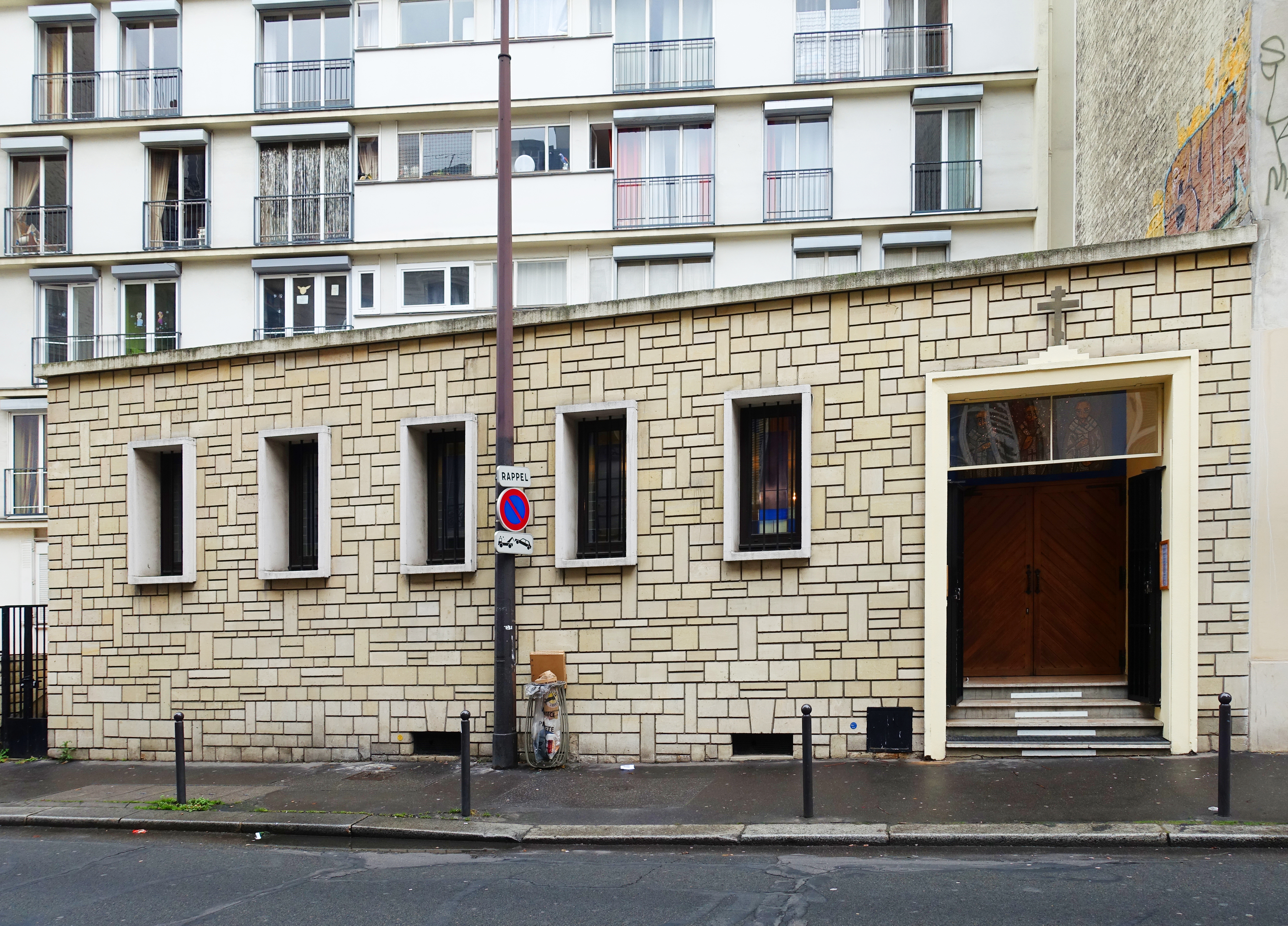
Die Kathedrale Trois-Saints-Docteurs in Paris (Gebäude von 1958; Photographie 2017)

Die Gründung der Diözese von Chersones datiert auf 1960. Sie hatte ihren Sitz zunächst in der Drei-Hierarchen-Kirche (seit Abriss des ursprünglichen Gebäudes 1958 in einem Neubau an derselben Adresse). Die Benennung nach Chersones war symbolisch und die „Diözese von Korsun/Chersones“ ist zu unterscheiden von der seit 1837 bestehenden „Diözese von Cherson und Tauris“ in der Ukrainisch-Orthodoxen Kirche (Moskauer Patriarchat). Als Bischof wurde Nikolaj (Jerjomin) eingesetzt, mit dem Titel „Korsunskij“. Die Drei-Hierarchen-Kirche wurde 1960 als einziger Standort einer Gemeinde unter der Jurisdiktion des Moskauer Patriarchats trotz ihrer sehr bescheidenen Erscheinung (im Neubau von 1958 war sie nun nicht mehr in einem Keller, aber die Bauherrschaft hatte verlangt, dass das Gebäude von außen nicht als Kirche erkennbar sein dürfe; in den Bauplänen war sie als Ladenlokal eingezeichnet) als Kathedrale deklariert; auch nach Einweihung der neuen Kathedrale 2016 wurde ihr dieser Titel nicht aberkannt.
1963 wurde Anthony von Sourozh, Bischof der „Diözese Sourozh“ (benannt nach Sudak), Großbritannien und Irland, als Exarch von Westeuropa (Moskauer Patriarchat) ernannt. Peter (L’Huillier), ein französischer Konvertit, wurde 1968 als Nachfolger von Nikolaj (Jerjomin) als Bischof von Chersones eingesetzt. 1979 ging L’Huillier nach Amerika, als Bischof von Brooklyn.
Bereits 1936 wechselte die russisch-orthodoxe Gemeinde in Zürich von der Auslandskirche zum Moskauer Patriarchat und damit in die Zuständigkeit von Eulogius (Georgijewski).
Von 1971 bis 1997 bestand eine separate Diözese Zürich unter Seraphim (Rodionov) (1905–1997), als Bischof (ab 1989 Erzbischof) von Zürich und Vikar des Metropoliten des Exarchats für Westeuropa. Rodionov gründete 1995 das Dreifaltigkeitskloster in Dompierre, Waadt, als erstes orthodoxes Kloster in der Schweiz.
Zwischen 1979 und 1990 hatte die Diözese Chersones keinen ansässigen Bischof, als Stellvertreter amtierten Filetet (Wachrimejew), der Metropolit von Minsk und nach ihm Vladimir (Sabodan), der Metropolit von Rostow und Kirill (Gundiajew), der Erzbischof von Smolensk.

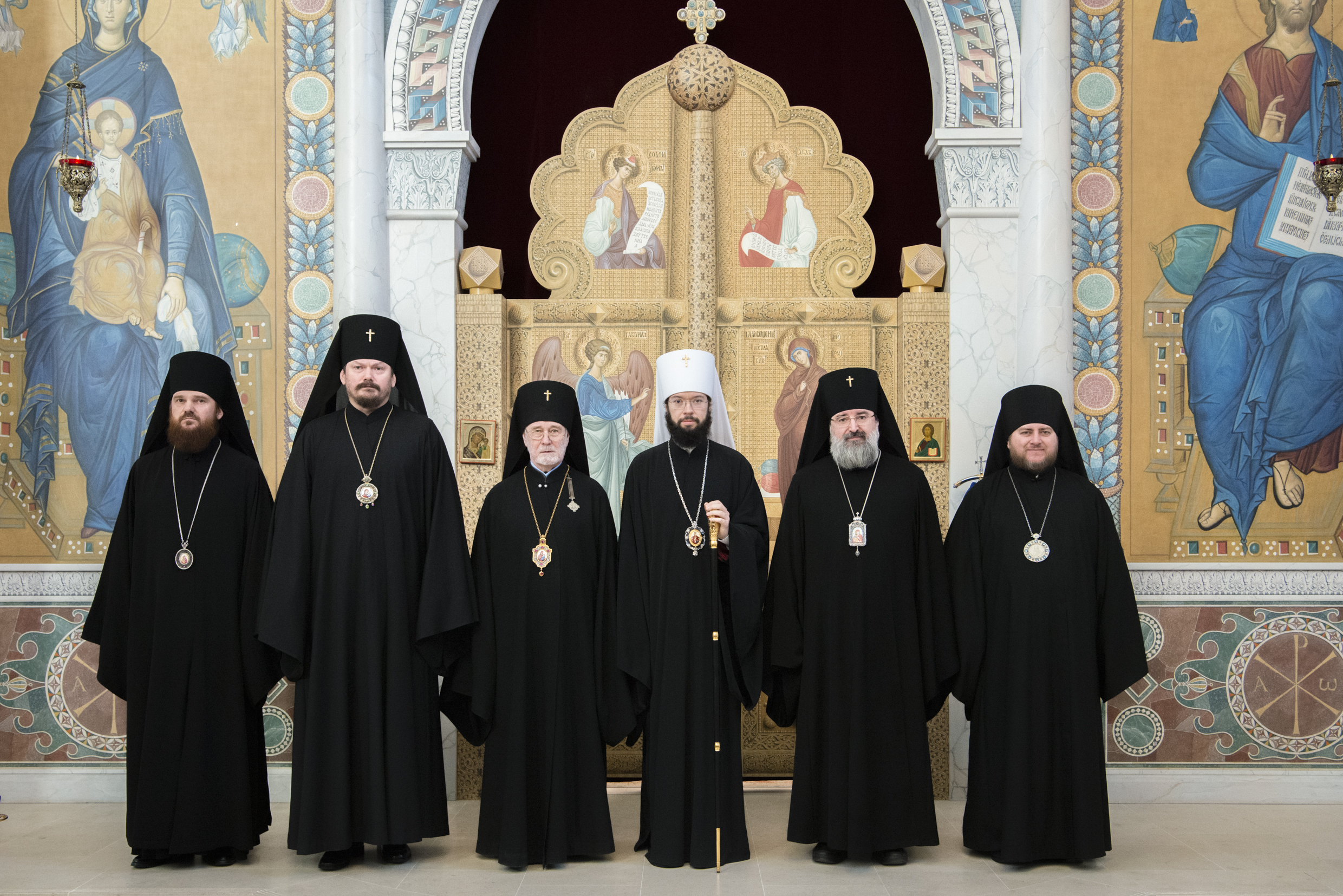
Die Bischöfe des Patriarchal-Exarchats von Westeuropa (v. l. n. r.):
Bischof Ambrosius (Munteanu), Vikariat Bogorodsk (Italien),
Erzbischof Nestor (Sirotenko), Diözese von Madrid und Lissabon,
Erzbischof Simon (Ischunin), Diözese von Brüssel und Belgien,
Metropolit Antonij (Sevrjuk) von Korsun und Westeuropa;
Erzbischof Eliseos (Ganaba), Diözese von Den Haag und den Niederlanden,
Bischof Matthäus (Andrejev), Diözese Sourozh (Großbritannien und Irland).
Foto: Dreifaltigkeitskathedrale in Paris, 4. Dezember 2019.

Das Exarchat für Westeuropa wurde 1990 aufgelöst, und ihre Diözesen wurden direkt dem Patriarchen von Moskau unterstellt. Erstmals seit 1979 wurde ein in Paris ansässiger Bischof eingesetzt, Valentin (Mischtschuk), der bereits 1992 nach Weißrussland versetzt wurde; sein Nachfolger war Gurij (Schalimow). Gegen Schalimow wurden 1999 Anschuldigungen wegen sexueller Übergriffe laut, diese blieben unerwiesen, und der Bischof gewann 2000 einen Verleumdungsprozess gegen das Boulevardblatt Komsomolskaja Prawda. Während der Aufarbeitung des Skandals wurde der Bischof aber von einem Statthalter, Kirill (Gundiajew), vertreten. Dessen Nachfolger war Innokentij (Wassiljew), von 1999 bis 2010.
Nach dem Ende der Sowjetunion gab es ein starkes Wachstum russischer Gemeinden in Westeuropa. 2006 wurden die Gemeinden in Italien der Diözese von Korsun angegliedert, im Folgejahr, am 27. Dezember 2007, allerdings wieder abgelöst und einer neuen Diözese „Bogorodsk“ unterstellt (bis 2019, als sie wiederum zum neu kreierten Patriarchal-Exarchat in Westeuropa kamen).
Wassiljew wurde 2010 Bischof der Diözese Litauen, sein Nachfolger als Bischof von Chersones war Nestor (Sirotenko). 2016 konnte nach langen Planungen und Verhandlungen an zentraler Stelle in Paris die Dreifaltigkeitskathedrale mit Kultur- und Begegnungszentrum fertiggestellt werden, finanziert vom russischen Staat.
Die Gründung des heutigen Patriarchal-Exarchats in Westeuropa (Патриарший экзархат в Западной Европе) geht zurück auf das Schisma zwischen Moskau und Konstantinopel (15. Oktober 2018). Die Diözese von Korsun wurde diesem Exarchat unterstellt, als Bischof wurde Ioann (Roschtschin) eingesetzt, mit dem Bischofstitel „von Korsun und Westeuropa“. Sirotenko wurde stattdessen als Bischof der Diözese Spanien und Portugal eingesetzt, ebenfalls unter dem neuen Patriarchal-Exarchat in Westeuropa.
Bereits 2019 wurde Roschtschin aber abgelöst von Antonij (Sewrjuk), bis dahin Bischof von Wien, und Roschtschin wurde neuer Bischof von Wien. Diese Rochade geschah unter dem Einfluss des Kirchenstreits zwischen Moskau und Konstantinopel; sie wurde dahingehend interpretiert, dass Patriarch Kyrill mit Sevrjuk, der sein persönlicher Sekretär war, einen Mann, der sein persönliches Vertrauen genießt, mit den schwierigen Verhandlungen der einzelnen Gemeinden der Diözese, die vom Patriarchen von Konstantinopel als aufgelöst erklärt wurde, betrauen wollte.

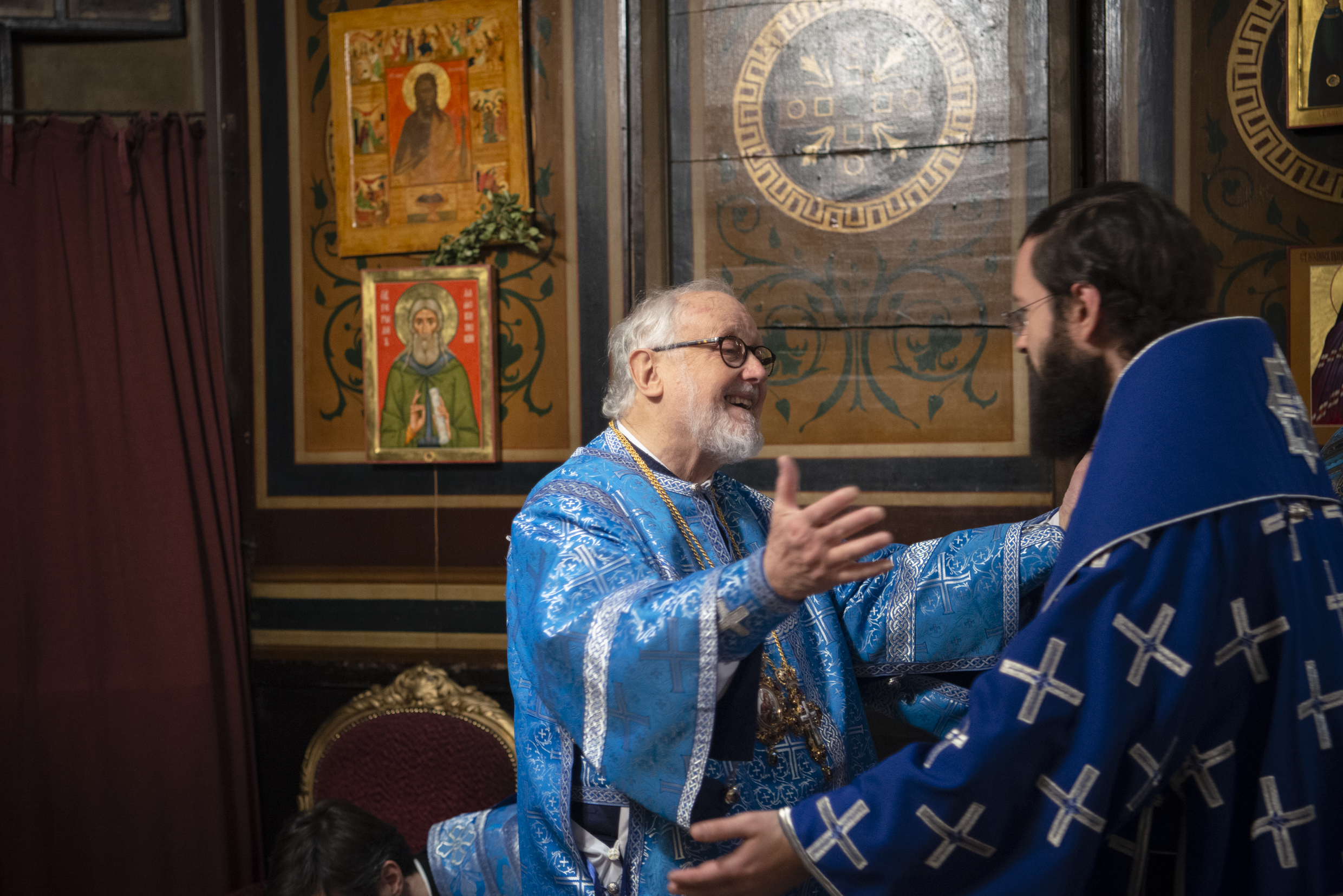
Die Metropoliten Johannes (Renneteau) und Antonij (Sewrjuk) am 6. Dezember 2019 (Alexander-Newski-Kathedrale)

Daneben besteht das „Erzbistum der orthodoxen Gemeinden russischer Tradition in Westeuropa“ unter Johannes (Renneteau). Dies ist im Wesentlichen die Gemeinde der Alexander-Newski-Kathedrale in Paris, die zurückgeht auf die Gemeinde, die 1946 beim Ökumenischen Patriarchat verblieben war. Allerdings wurde dieses Erzbistum am 27. November 2018 durch die Synode von Konstantinopel aufgelöst. Johannes (Renneteau), der bis dahin den Titel „Erzbischof von Charioupolis“ getragen hatte, anerkannte diese Auflösung nicht. In Folge wurde er von der Synode von Konstantinopel am 30. August 2019 als Bischof entlassen, als Priester der Alexander-Newski-Kathedrale wurde Alexej (Struve) eingesetzt. Der Teil der Gemeinde, die bei Konstantinopel verbleiben wollte, wurde der griechischen Metropole in Frankreich (Μητρόπολη Γαλλίας) unter Metropolit Dimitrios (Ploumis) zugeteilt.
Alexej (Struve) akzeptierte seine Ernennung als Priester der Alexander-Newski-Kathedrale, verzichtete aber auf Versuche, die Leitung der Kathedrale auch tatsächlich zu übernehmen, um weitere Konflikte zu verhindern.
Am 14. September 2019 bat Johannes (Renneteau) die Synode des Moskauer Patriarchats  mit der Mehrheit seiner Gemeindemitglieder, die sich für einen Übertritt zu Moskau ausgesprochen hatten, um Aufnahme. Noch an demselben Tag kam die Synode diesem Wunsch nach, und Johannes (Renneteau) wurde (am 3. November) neu der Titel „Metropolit von Dubna“ (Митрополит Дубнинский) verliehen.
Gleichzeitig bestätigte Patriarch Kyrill die Existenz des „Erzbistum der orthodoxen Gemeinden russischer Tradition in Westeuropa“ unter dem Moskauer Patriarchat. Demnach residieren in Paris (Stand 2021) zwei Bischöfe unter dem Moskauer Patriarchat, Antonij (Sewrjuk) als „Metropolit von Korsun und Westeuropa“, und Johannes (Renneteau) als „Metropolit von Dubna“.
Anfang Juni 2022 wurde Antonij zum Leiter des Außenamtes des Moskauer Patriarchats ernannt, als Nachfolger des wieder zum Metropoliten der Diözese Budapest-Ungarn degradierten Hilarion Alfejew. Aufgrund dieser Rochade wurde Nestor (Sirotenko) nun erneut interimistisch als Metropolit von Korsun und Westeuropa eingesetzt.

## Bischöfe
- Nikolaj (Jerjomin) (5. Januar 1960 – 14. Januar 1963)
- Pierre (L’Huillier) (12. September 1968 – 16. November 1979)
- Filatet (Wachromejew) (November 1979 – 28. März 1984) locum tenens, Metropolit von Minsk
- Vladimir (Sabodan) (28. März 1984 – 19./20. Februar 1990) locum tenens, Metropolit von Rostow
- Kirill (Gundiajew) (19./20. Februar – 27. Oktober 1990), Erzbischof von Smolensk
- Walentin (Mishchuk) (27. Oktober 1990 – 18. Februar 1992)
- Gurij (Schalimow) (14. Januar 1993 – 31. März 1999)
- Kirill (Gundiajew) (31. März – 6. Oktober 1999) locum tenens, Metropolit Smolensk
- Innokentij (Wassiljew) (6. Oktober 1999 – 24. Dezember 2010)
- Nestor (Sirotenko) (24. Dezember 2010 – 28. Dezember 2018)
- Ioann (Roschtschin) (28. Dezember 2018 – 30. Mai 2019)
- Antonij (Sewrjuk) (30. Mai 2019 – 13. Oktober 2022)
- Nestor (Sirotenko) (seit 13. Oktober 2022)